# Dähnä Dağı
Dähnä Dağı är ett berg i Azerbajdzjan.   Det ligger i distriktet Nachitjevan, i den västra delen av landet, 400 km väster om huvudstaden Baku. Toppen på Dähnä Dağı är 1 154 meter över havet, eller 357 meter över den omgivande terrängen. Bredden vid basen är 3,9 km.
Terrängen runt Dähnä Dağı är varierad. Närmaste större samhälle är Yenidzha, 12,7 km sydost om Dähnä Dağı.
Trakten runt Dähnä Dağı består i huvudsak av gräsmarker. Runt Dähnä Dağı är det ganska glesbefolkat, med 39 invånare per kvadratkilometer.